# Благовещенское (Вольнянский район)
Благове́щенское (укр. Благовіщенське) — село,
Московский сельский совет,
Вольнянский район,
Запорожская область,
Украина.
Код КОАТУУ — 2321585002. Население по переписи 2001 года составляло 74 человека.

## Географическое положение
Село Благовещенское находится на расстоянии в 3 км от села Московка.

## История
Возник в конце 1920-х годов. Основан переселенцами из села Камышеваха.
В начале 1930-х годов здесь был организован колхоз «Красный Запорожец», который в послевоенные годы вошел в состав колхоза им. Щорса.
В 1932-1933 пострадал от Голодомора.